# Hyundai Elantra
Hyundai Elantra — автомобиль среднего класса по европейской классификации, производства Hyundai Motor Company. Ранее продавался на некоторых рынках под обозначениями Lantra и Avante из-за наличия претензий к названию Elantra со стороны правообладателей созвучных торговых обозначений, таких, как модели автомобилей Lotus Elan и Kia Elan, или комплектации «Elante», имевшейся у ряда автомобилей Mitsubishi для австралийского рынка; в 2001 году новое поколение на всех рынках, кроме домашнего южнокорейского и Малайзии, было представлено уже как «Elantra», ввиду прекращения выпуска моделей, использующих созвучные слова в названии.
Hyundai Elantra в списке EPA (United States Environmental Protection Agency) числится в десятке самых эффективно использующих топливо автомобилей. Elantra занимала 2 место в 2006—2007 годах в этой категории среди седанов, а также была отмечена в категории самых эффективных среди не гибридных среднеразмерных седанов.
В 2008 году Hyundai Elantra SE победил в номинации «лучший выбор» («top pick») авторитетного журнала Consumer Reports. Hyundai Elantra SE был среди 10 лучших практически во всех журнальных рейтингах 2008 года.
По результатам исследований маркетинговой фирмы «J.D. Power and Associates» Elantra модели 2009 года была признана самым качественно изготовленным автомобилем класса compact car, обойдя продукцию таких фирм, как Toyota и Honda.

## Первое поколение

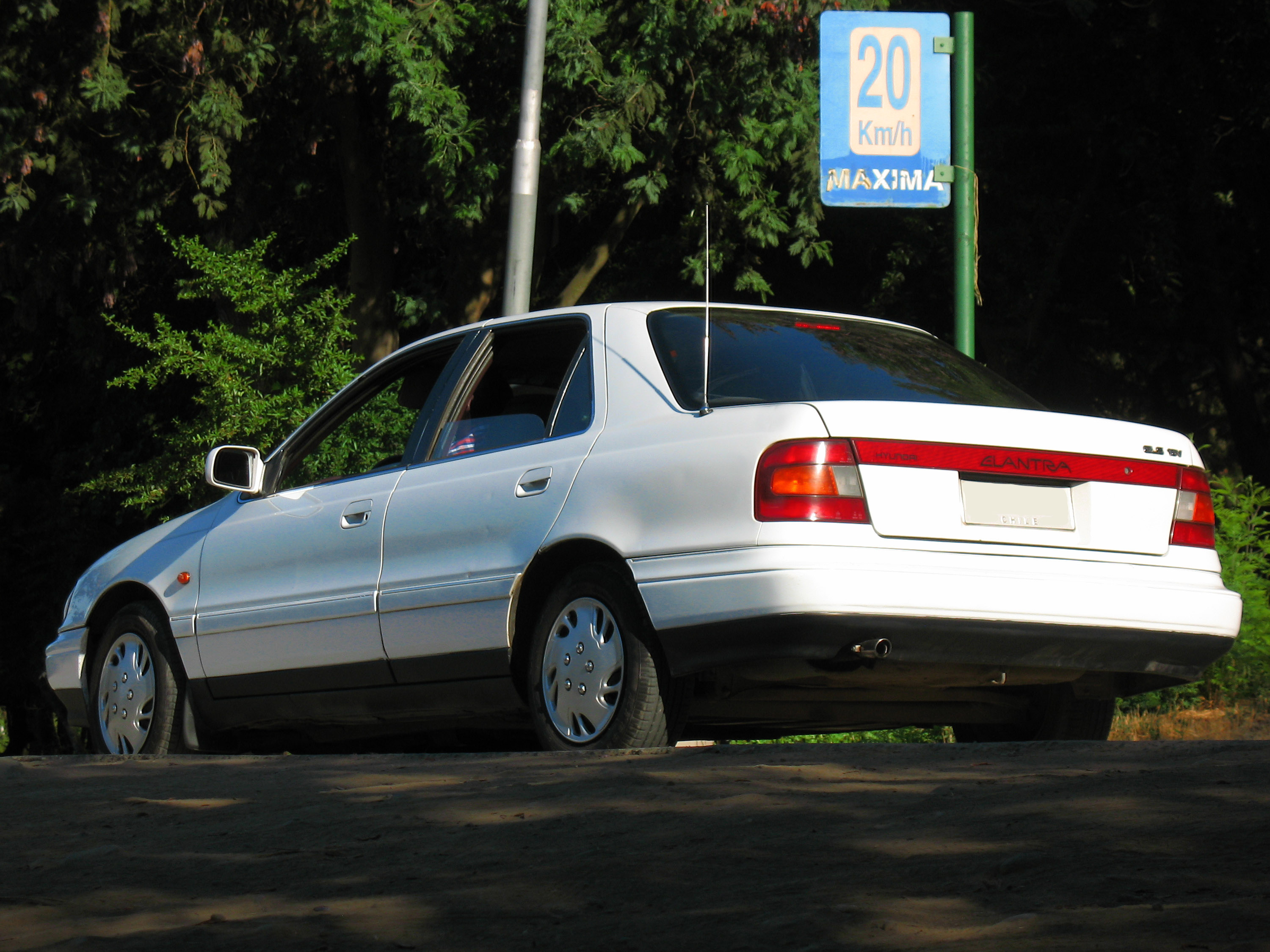
Вид сзади

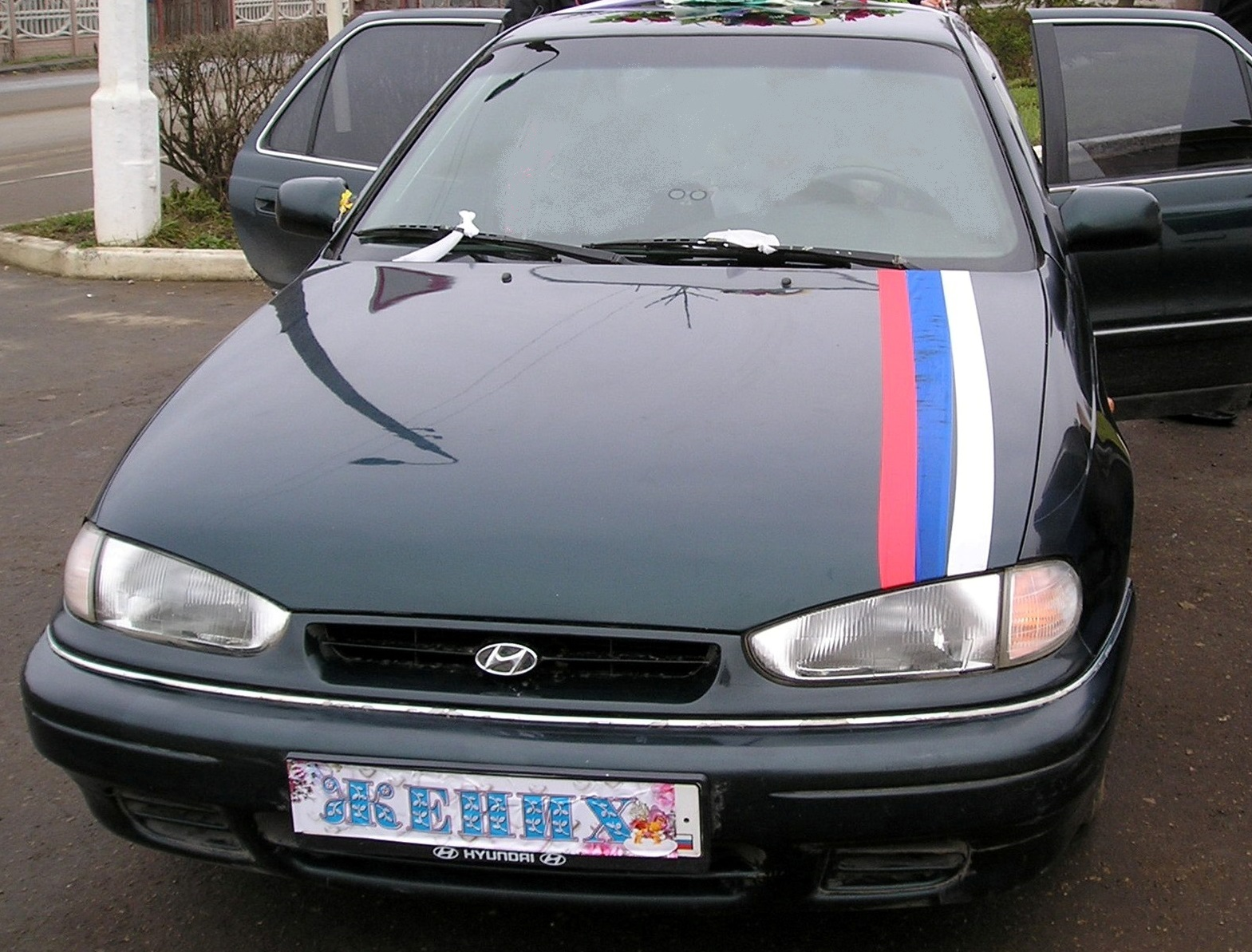
J1 рестайлинг. Вид спереди

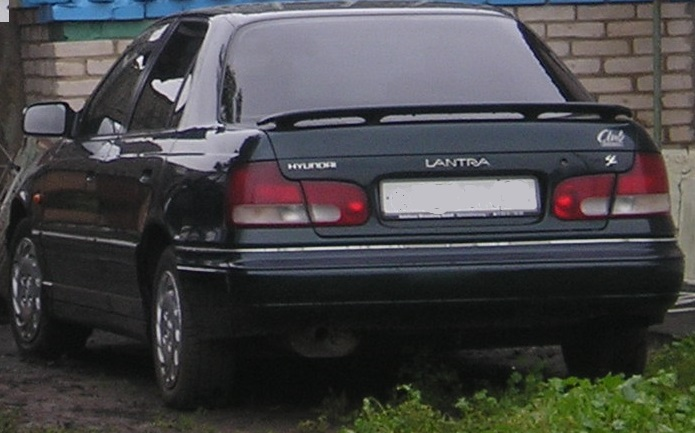
J1 рестайлинг. Вид сзади

Первое поколение Elantra, или J1, было представлено осенью 1990 года и с 1991 пошло в массовое производство, вытеснив с конвейера Hyundai Stellar. Спроектировано оно было HYUNDAI самостоятельно, но своих двигателей фирма на тот момент ещё не производила, и первые партии оснащались оригинальным 1.5-литровым 8-клапанным MITSUBISHI 4G15 с одним распредвалом (SOHC, стало быть). Затем было налажено лицензионное производство двигателей из 16-клапанной линейки MITSUBISHI или так называемого семейства SIRIUS — так J1 получила DOHC-моторы HYUNDAI G4CR (копия 1.6-литрового MITSUBISHI 4G61) и HYUNDAI G4CN (копия 1.8-литрового MITSUBISHI 4G67), а позже стал производиться и аналог 4G15 (HYUNDAI G4DJ). Получивший наибольшее распространение 1.6 развивал 113 л.с. и разгонял Elantra до 100 км/ч за 9.5 секунд. В эти же годы HYUNDAI конструирует и первый полностью собственный двигатель (т. н. ALPHA или G4E), но, вопреки распространенному заблуждению, на J1 он так и не попал.
В 1993 был проведен небольшой рестайлинг J1, затронувший форму оптики, крыльев, капота и багажника, отчасти интерьер. Если до рестайлинга Elantra довольно недвусмысленно походила на третье поколение MITSUBISHI «MIRAGE» образца 1987 года, то теперь (преимущественно в облике передней части) позаимствовала некоторые характерные черты четвёртого, вышедшего в 1992. Вероятно, с одной стороны, дизайнеры ещё не очень себе доверяли, а с другой — выпускавшийся в тот момент HYUNDAI PONY"/«EXCEL» второго поколения был лицензионной копией MITSUBISHI «COLT»/«LANCER», HYUNDAI «SONATA» легально повторяла MITSUBISHI «GALANT», так что Elantra обязана была гармонировать с соседями по модельному ряду. Кстати, знатоки утверждают, что были срисованы с MITSUBISHI и вплоть до J3 сохраняли взаимозаменяемость и многие внутренние узлы.

## Второе поколение

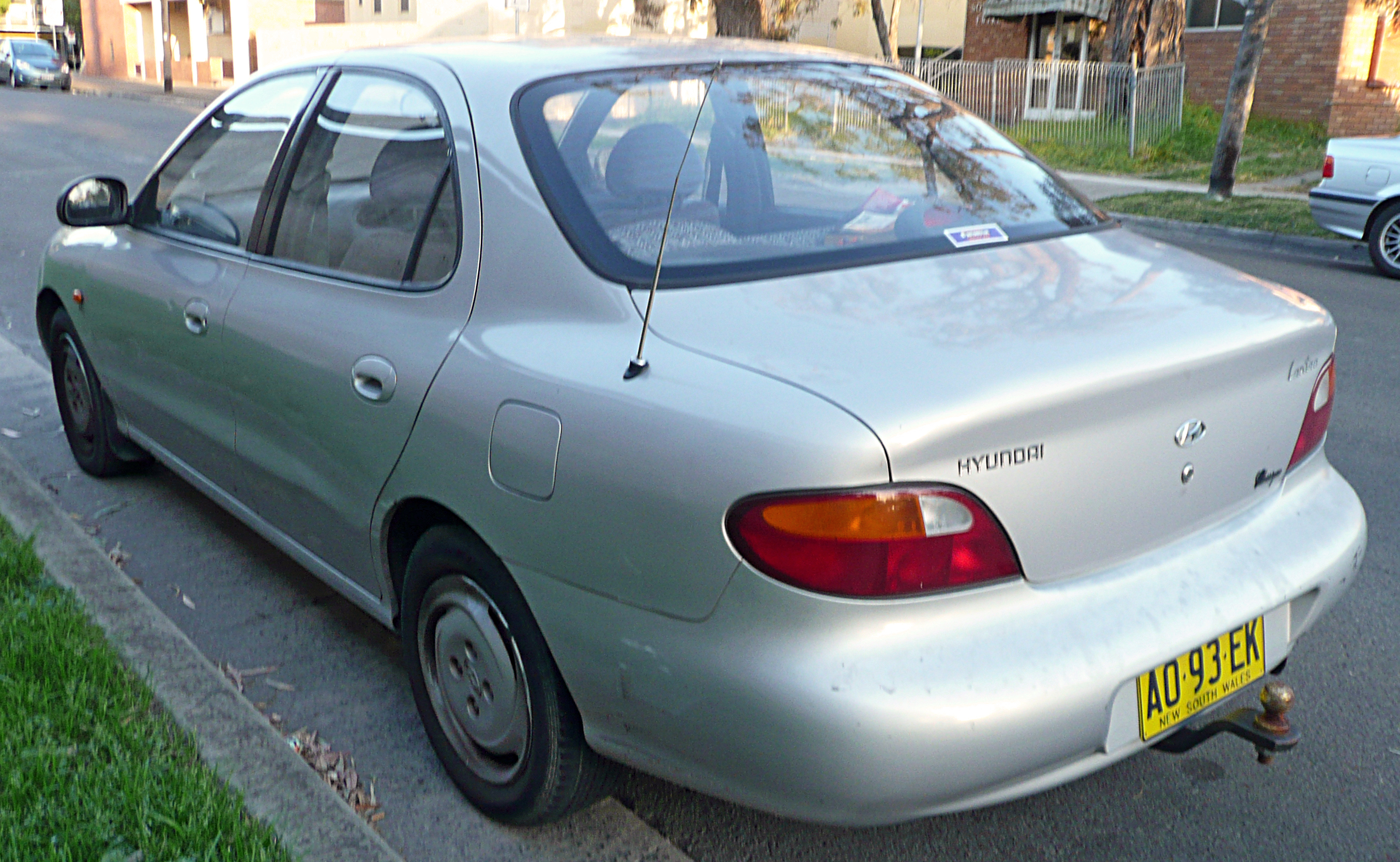
Вид сзади

Второе поколение Elantra с кузовом, который приобрёл плавные линии, увидело свет в 1994 году. Облик автомобиля не отличается эффектностью, но при всей своей правильности и лаконичности смотрится довольно породисто. Кузов выполнен добротно, надежно и хорошо защищен от коррозии двухсторонней оцинковкой и неплохим лакокрасочным покрытием. Из слабых частей стоит отметить задние арки колёс.
Интерьер является продолжением экстерьера. Салон в целом просторный и удобный, в нём также трудно найти хоть один острый угол, как и в очертании кузова. Эргономика хороша, все органы управления под рукой. Приборная панель, как и весь салон автомобиля, выполнена в округлой манере.
За пассивную безопасность отвечают защитные брусья в дверях и две воздушных подушки.
Через полтора года модель стала выпускаться с кузовом универсал и называлась Lantra Station. Если седан предоставляет своему владельцу скромный багажный отсек в 390 литров, то Station предоставлял в распоряжение 360/1260 литров полезного объёма.
Бамперы на всех модификациях окрашены в цвет кузова. Силовые агрегаты полностью собственной разработки. Трансмиссия предлагалась пятиступенчатая механическая или четырёхступенчатый «автомат». Рулевое управление реечное, с гидроусилителем. Благодаря наличию усилителя, управлять автомобилем легко и удобно — как на дороге, так и на парковке. подвеска спереди и сзади независимая, со стабилизаторами поперечной устойчивости: McPherson и многорычажная соответственно. Тормоза спереди — дисковые, вентилируемые; сзади — барабанные или дисковые. Вполне надежны и информативны в подавляющем большинстве дорожных ситуаций.
Вообще же Hyundai Lantra второго поколения существует в шести модификациях, образованных различными сочетаниями двух типов кузовов — седан и универсал, четырех двигателей объёмом 1.6, 1.8, 1,9D и 2.0 литра, а также двух вариантов трансмиссии — механической и автоматической. Существует ещё и четвёртый двигатель, 1,5-литровый, выпускаемый с 1996 года, но за пределами внутреннего рынка Кореи он не известен. На экспорт Lantra поступала в двух комплектациях GL и GLS. Различия между ними наблюдались не только в цветах и материалах отделки салона. Так, например, GLS оснащалась полным электропакетом, многообразием регулировок водительского сиденья, регулировкой угла наклона рулевой колонки плюс ABS. Также на седанах комплектации GLS складывается спинка заднего сиденья, в то время как на GL она закреплена «намертво».

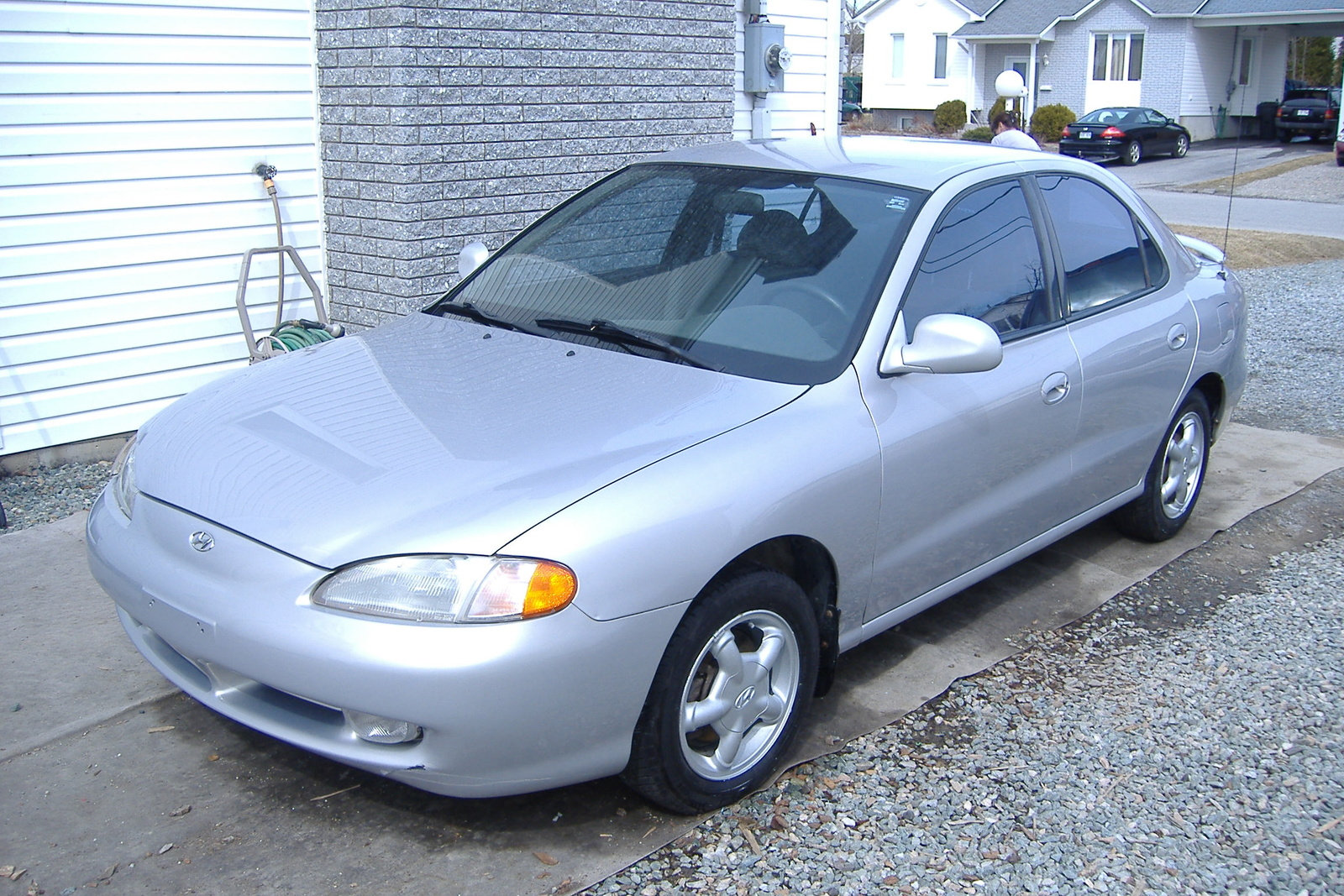
Hyundai Elantra 1998

В 1998 году в ходе модернизации был проведён фэйслифтинг, который состоял в изменении формы оптики, бамперов и капота. Вдоль борта прошел хромированный молдинг, на крышке багажника появился небольшой спойлер, корпуса зеркал стали более обтекаемыми. В результате принятых мер коэффициент аэродинамического сопротивления автомобиля понизился до значения 0,32. Бамперы стали изготавливаться из высокопрочного пластика TPO. В комплектации Special автомобиль оборудуется легкосплавными дисками, тонированными стеклами и электрической антенной.
Осенью 2000 года производство Lantra было закрыто.

## Третье поколение

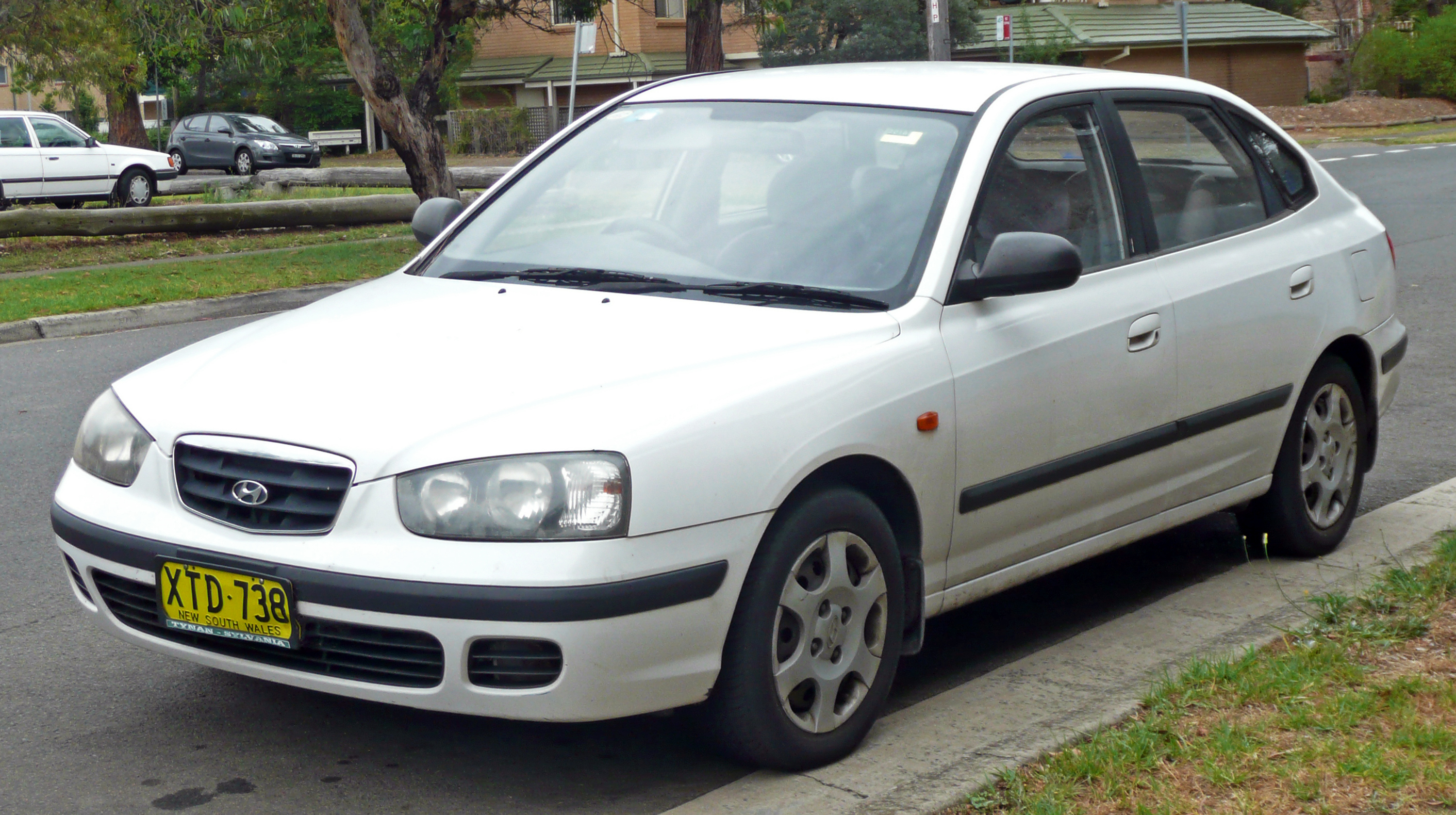
2000-2003 Hyundai Elantra GL Хетчбэк (Австралия)

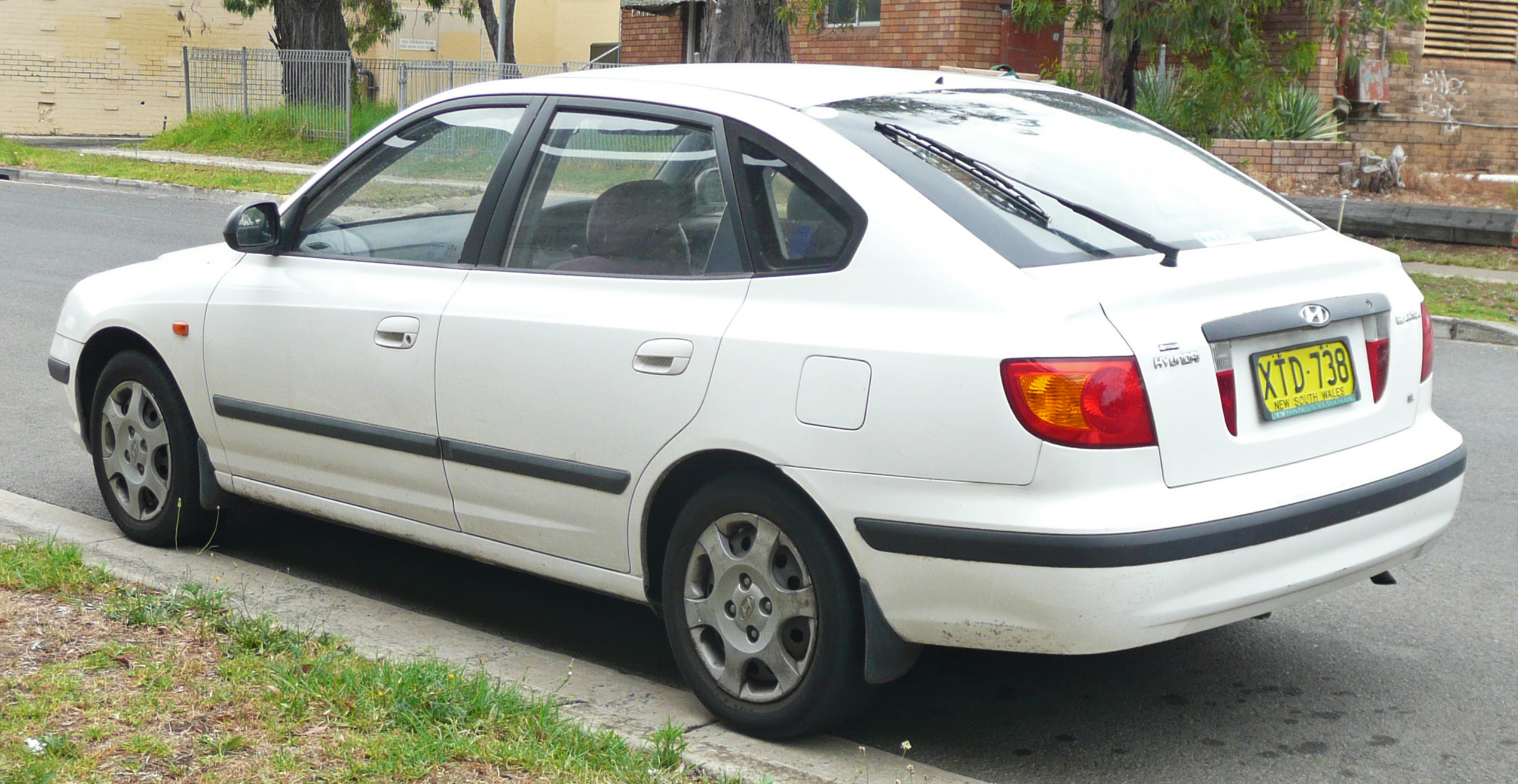
2000-2003 Hyundai Elantra GL Хетчбэк (Австралия)

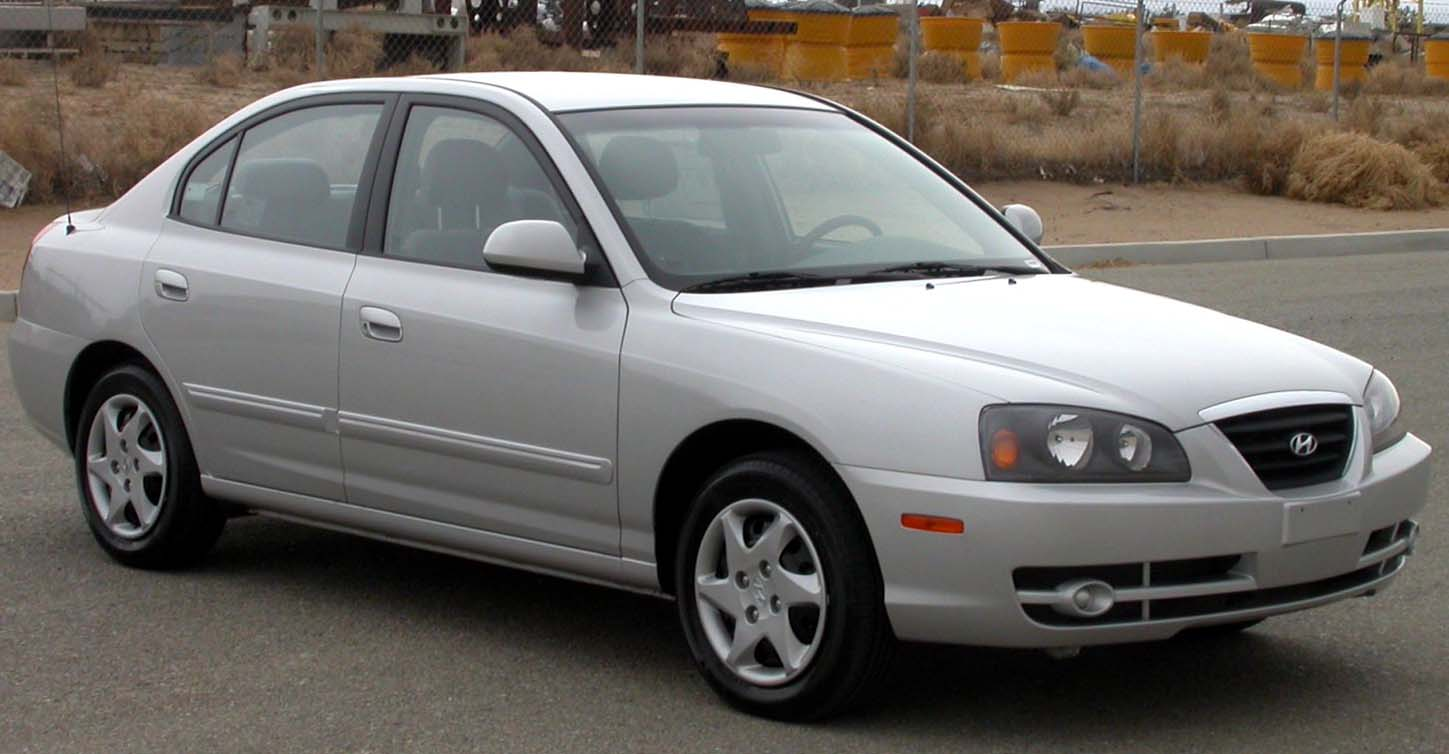
2004 Hyundai Elantra GLS Седан (USA)

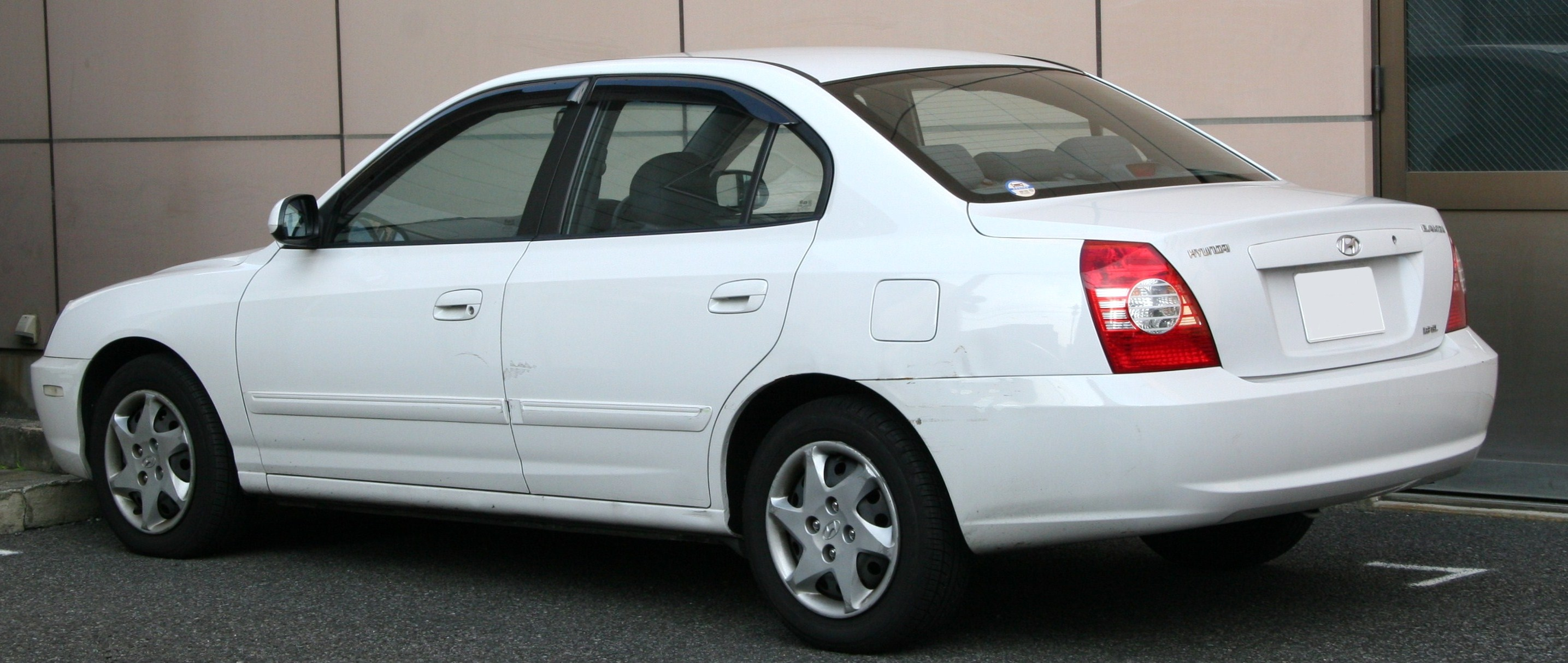
2003-2006 Hyundai Elantra GL Седан (Япония)

Производство новой модификации (кодовое название XD) началось в 2000 году. С 2001 года машина для американского рынка стандартно оснащалась подушками безопасности, кондиционером, центральным замком, электрическими стеклоподъёмниками и усилителем рулевого управления. В 2003 году автомобиль претерпел фейслифтинг (кодовое имя XD2). Изменилась передняя и задняя оптика, решетка радиатора, передний и задний бампера, крышки капота и багажника, а также была переработана приборная панель.
Основная комплектация для Elantra третьего поколения называется GLS, но также была и топовая модель, именуемая GT, отличающаяся от GLS кожаными сидениями, противотуманными фарами, литыми дисками и спойлером. Так же на эту комплектацию опционально могли устанавливать люк с электроприводом и антипробуксовочную систему. Компактная снаружи Elantra, позиционируется как автомобиль среднего класса из-за просторного салона.
Elantra была доступна с бензиновыми двигателями объёмами 1.6, 1.8, 2.0 литра и 2.0 литровый турбо-дизель. Из которых в Северную Америку поставлялись только машины с 2.0 литровым бензиновым двигателем.
- Hyundai Elantra (2000—2003):

| Модель    | Двигатель                           | Объём | Мощность | Крутящий момент        | Время разгон до 100км/ч | Макс. скорость |
| --------- | ----------------------------------- | ----- | -------- | ---------------------- | ----------------------- | -------------- |
| 1.6L DOHC | Рядный 4-х цилиндровый 16 клапанный | 1600  | 79 кВт   | 143 Нм при 3000 об/мин | 11.0 сек.               | 182 км/ч       |
| 1.8L DOHC | Рядный 4-х цилиндровый 16 клапанный | 1796  | 94 кВт   | 166 Нм при 5000 об/мин | 9.7 сек.                | 199 км/ч       |
| 2.0L DOHC | Рядный 4-х цилиндровый 16 клапанный | 1975  | 104 кВт  | 186 Нм при 4500 об/мин | 9.1 сек.                | 206 км/ч       |
| 2.0L CRDi | Рядный 4-х цилиндровый 16 клапанный | 1991  | 83 кВт   | 255 Нм при 2000 об/мин | 11.7 сек.               | 190 км/ч       |

- Hyundai Elantra (2003—2006):

| Модель    | Двигатель                           | Объём | Мощность | Крутящий момент        | Время разгон до 100км/ч   | Макс. скорость |
| --------- | ----------------------------------- | ----- | -------- | ---------------------- | ------------------------- | -------------- |
| 1.6L DOHC | Рядный 4-х цилиндровый 16 клапанный | 1599  | 77 кВт   | 143 Нм при 4500 об/мин | 11.0 сек.                 | 182 км/ч       |
| 1.8L DOHC | Рядный 4-х цилиндровый 16 клапанный | 1795  | 97 кВт   | 162 Нм при 4500 об/мин | 10.2 сек.                 | 195 км/ч       |
| 2.0L DOHC | Рядный 4-х цилиндровый 16 клапанный | 1975  | 105 кВт  | 186 Нм при 4500 об/мин | 10.4 сек. (8.4 сек. МКПП) | 208 км/ч       |
| 2.0L CRDi | Рядный 4-х цилиндровый 16 клапанный | 1991  | 83 кВт   | 235 Нм при 2000 об/мин | 11.6 сек.                 | 190 км/ч       |

## Четвёртое поколение

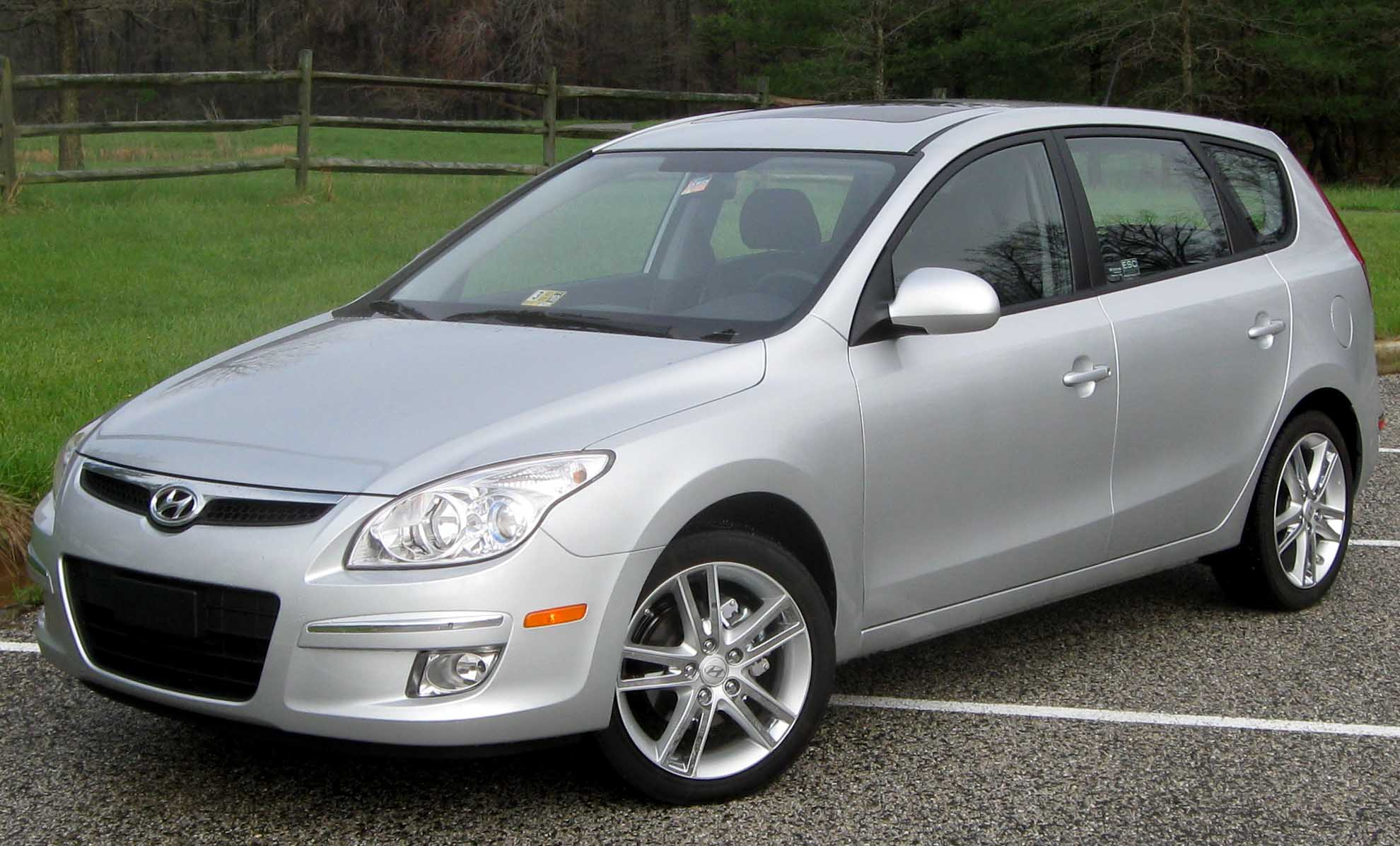
Hyundai Elantra 2009

Четвёртое поколение (J4) или HD (или на манер японского соседа с указанием модельного года — Elantra 2007) представлено в декабре 2005 года, появление в российских автосалонах произошло осенью 2006 года. В России четвёртое поколение часто называют как Hyundai Elantra New, Elantra 2007 или просто Новая Elantra.
- Внутренние размеры, мм	Пространство для ног 1-й ряд/2-й ряд	1108 / 842
- Высота от сиденья до потолка 1-й ряд/2-й ряд	1017 / 943
- Ширина 1-й ряд/2-й ряд	1420 / 1393
- Длина салона	1773

Сборка автомобилей Elantra HD полностью прекращена в июне 2011 года в связи с полным вытеснением этого поколения автомобиля в мире Elantra MD (5 поколения).
Hyundai i30 — хетчбэк на базе Hyundai Elantra четвёртого поколения анонсирован в Европе в 2007 году. Дизайн i30 был разработан специально для европейского рынка в конструкторском центре Hyundai в Рюссельсхайме, который ранее разрабатывал дизайн Getz. i30 стал первой моделью Hyundai, названной с использованием новой i-идеологии, в которой вместо названия модели используется буквенно-цифровой индекс: буква i означает «вдохновение» (inspiration), а число — принадлежность автомобиля к определённому сегменту (i10 — сегмент «A», i20 — «В», i30 — «C», i40 — «D», i50 — «Е»). По габаритам i30 немного уступает европейским хетчбэкам, но его колёсная база больше, поэтому по запасу пространства для ног передних и задних пассажиров i30 является одним из лидеров своего класса.
Kia Cee'd также имеет общую платформу с Hyundai i30.

## Пятое поколение
В начале мая 2010 года на международном автосалоне в Пусане было представлено новое поколение Hyundai Elantra, которое на внутреннем рынке Южной Кореи будет продаваться как Avante. Как в ходе презентации седана заявил глава департамента продаж Hyundai Стив Янг (Steve S. Yang), новинка отражает все современные амбиции концерна и нацелена на самые разные рынки.
В России новая модель продавалась под именем Elantra. В Hyundai Elantra 2011 года стали доступными 1,6 и 1.8-литровый бензиновые двигатели с непосредственным впрыском топлива мощностью соответственно 132 л.с. и 150 л.с. Согласно пресс-релизу Hyundai, новая Elantra / Avante стала первым корейским автомобилем C+-класса, в котором сочетаются системы GDI и 6-ступенчатая АКПП.
Базовая комплектация Hyundai Elantra 2011 г. богаче базовой комплектации Elantra HD, и почти соответствует комплектации GLS Elantra HD, однако отсутствуют система контроля качества воздуха, климат-контроль (есть кондиционер), нет кожаной обивки руля и КПП, сдвигаемого подлокотника переднего сидения (есть несдвигаемый), солнцезащитной полосы на лобовом стекле, противотуманных фар. В топ-комплектации Elantra MD присутствуют такие новшества (по сравнению с топ-комплектацией Elantra HD), как подогрев задних сидений, ионизатор воздуха салона, датчик дождя, полноразмерное запасное колесо. Ожидаемый старт продаж 5-го поколения в России — осень 2011. В спецификации для корейского рынка модель Avante (название Elantra на корейском рынке), машина оснащается системой автоматической парковки.

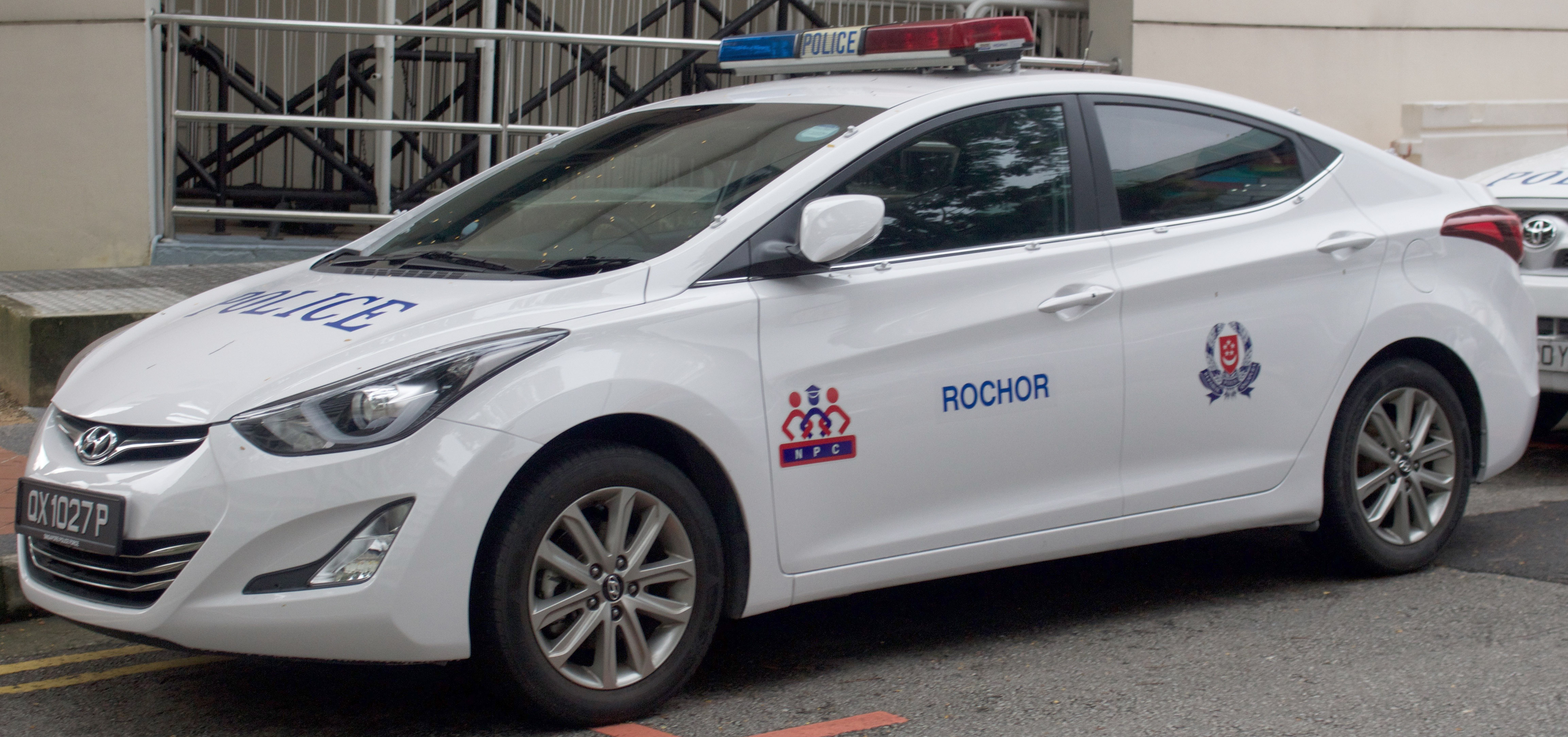
Рестайлинг 2013 года

В 2014 году машина подверглась рестайлингу. Пятое поколение автомобиля занимает промежуточное положение между Hyundai Solaris и Hyundai Sonata/i40, более тяготея к последним. Длина автомобиля и уровень технической оснащённости GLS-комплектаций рестайлинговой Elantra несколько возросли. Относится автомобиль к классу D.

## Шестое поколение

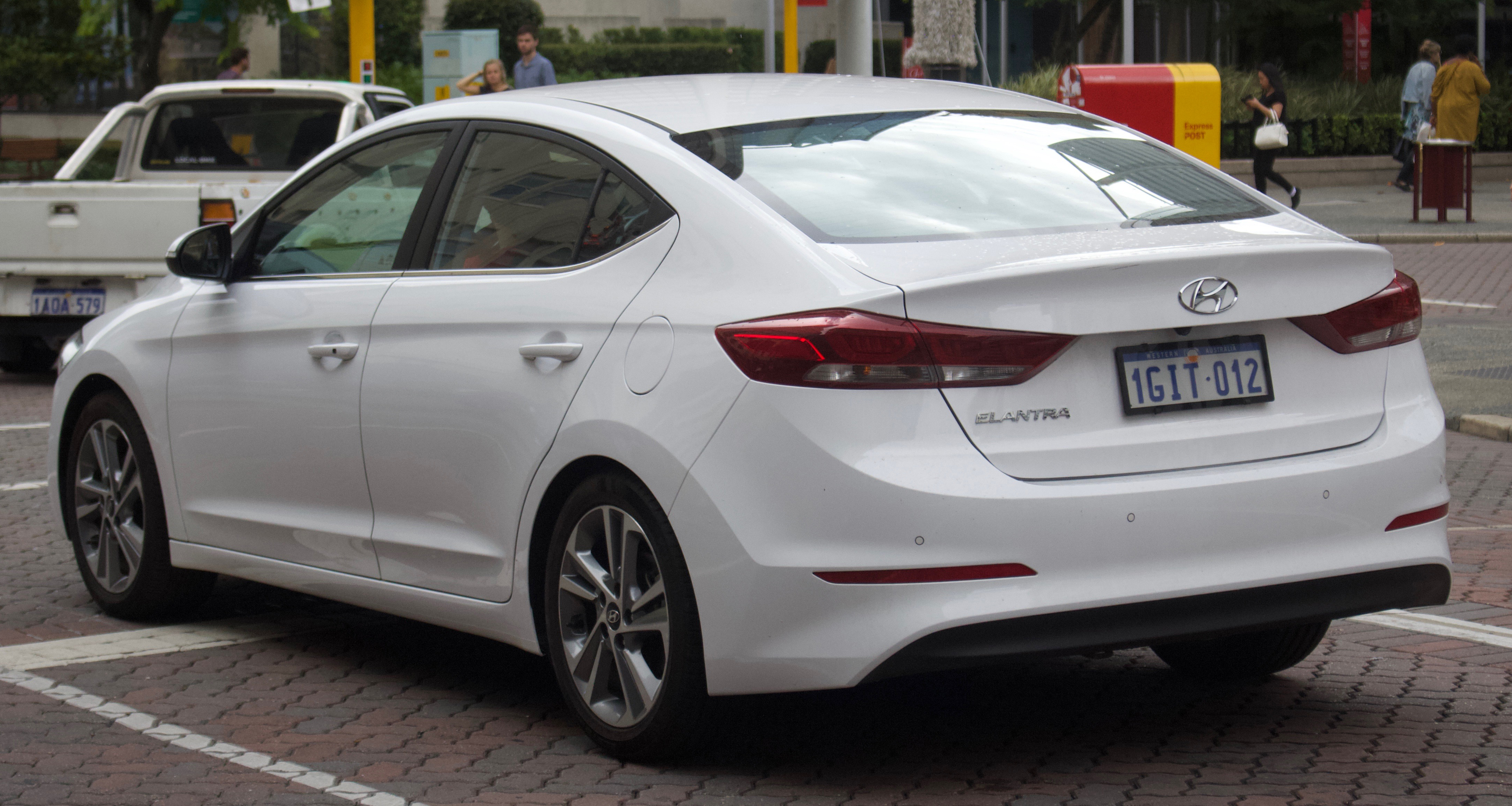
вид сзади
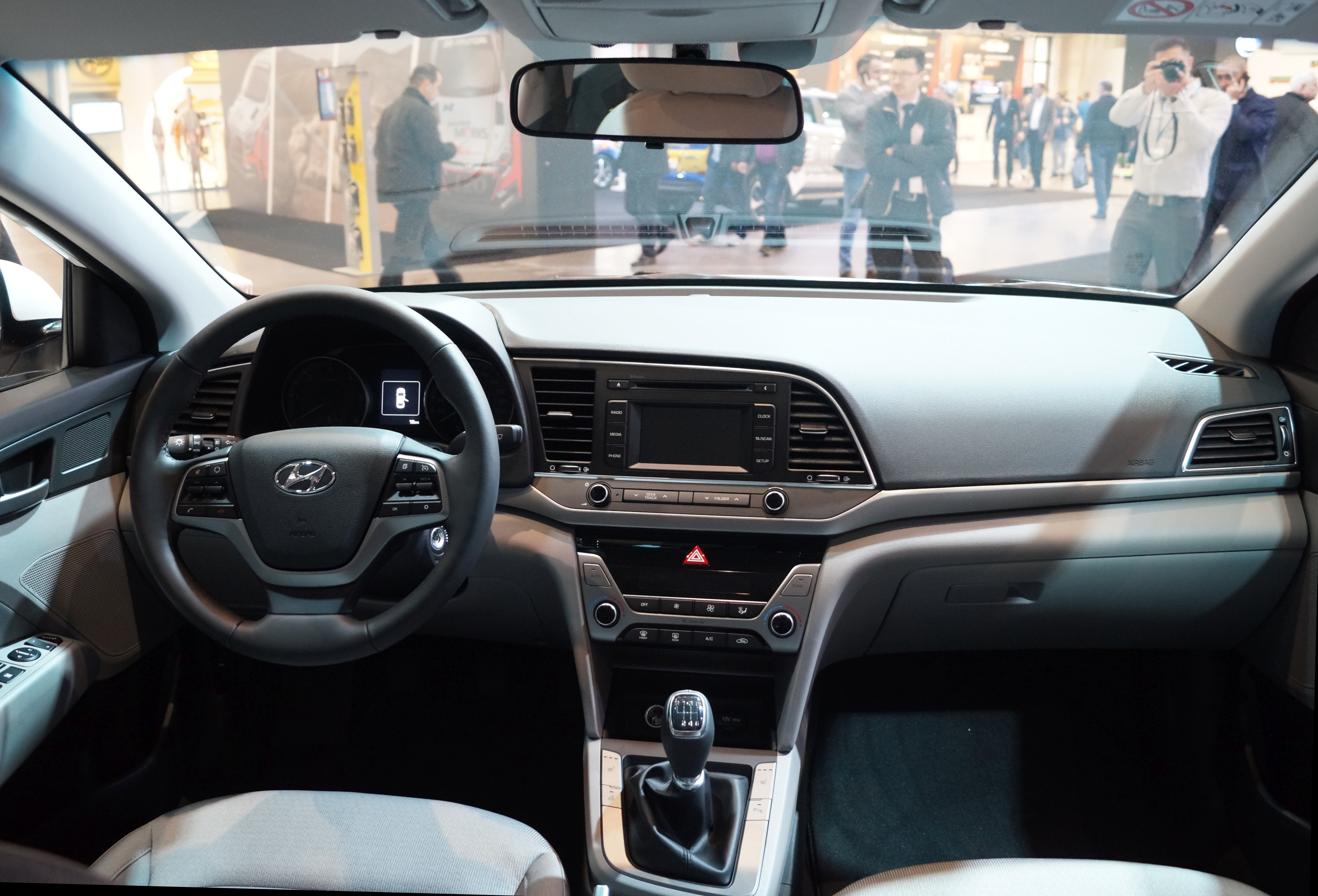
Интерьер (до рестайлинга)

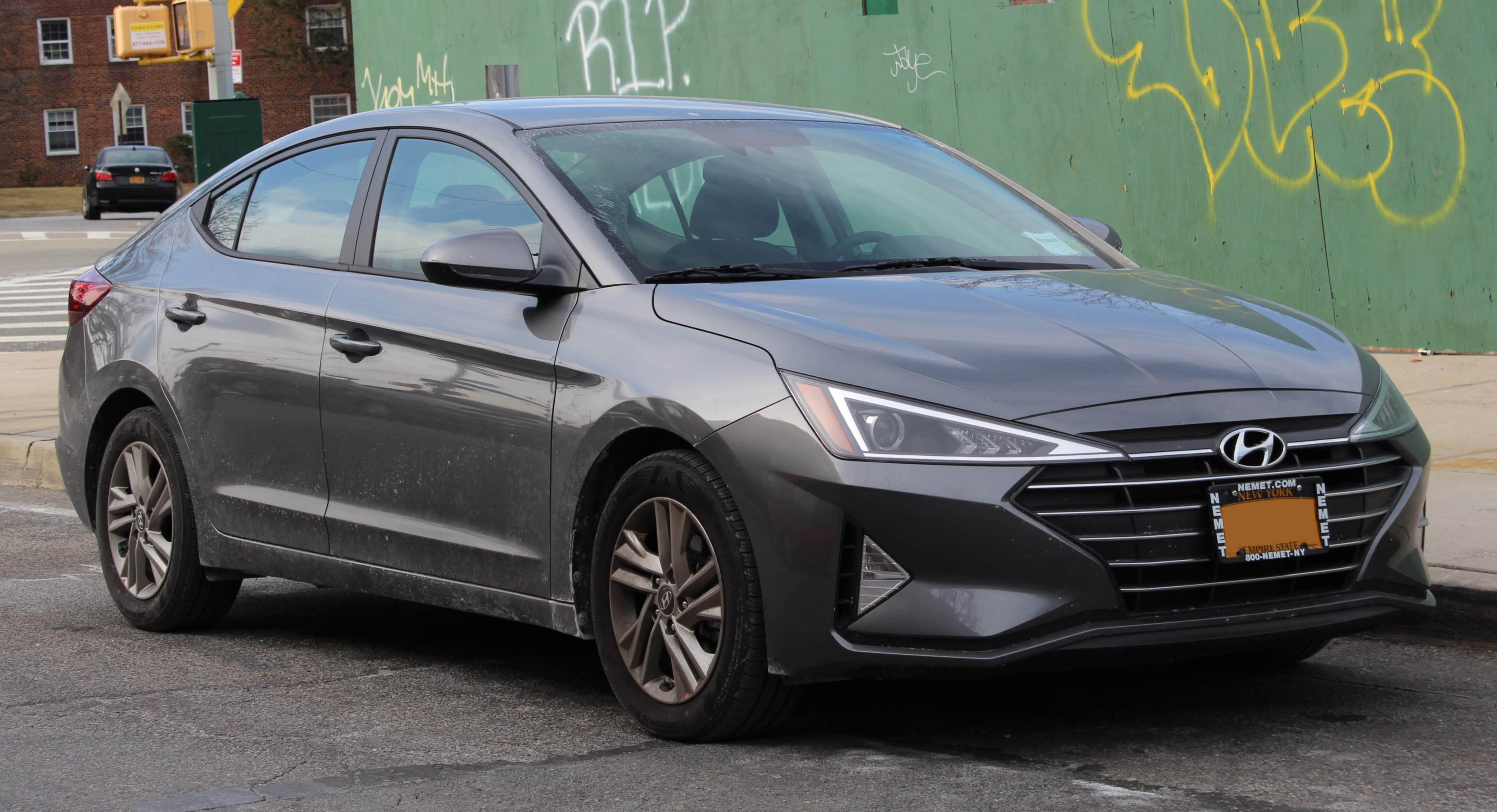
Рестайлинг 2018 года

С 2019 начался выпуск рестайлинга шестого поколения. Рестайлинг включил в себя замену передней части-крыльев, капота, фар, бампера, а так же задней части-крышки багажника, фонарей и заднего бампера, место под госномер переехало на бампер. В топовые комплектации были добавлены светодиодные линзованные фары, и светодиодные задние фонари. Выпуск прекращен в 2020 году в связи с подготовкой к запуску 7 поколения автомобиля.
| Модель | Двигатель                           | Объем | Мощность   |
| ------ | ----------------------------------- | ----- | ---------- |
| G4FG   | Рядный 4-х цилиндровый 16 клапанный | 1591  | 128 л.с.   |
| G4NA   | Рядный 4-х цилиндровый 16 клапанный | 1999  | 149.5 л.с. |

| Комплектация | Трансмиссия | Двигатель |
| ------------ | ----------- | --------- |
| Start        | M/T         | G4FG      |
| Base         | M/T         | G4FG      |
| A/T          |             | G4FG      |
| Active       |             | G4FG      |
| M/T          |             | G4FG      |
| G4NA         |             |           |
| A/T          |             |           |
| Elegance     |             |           |